# وهبي سليمان غاوجي
وهبي سليمان غاوجي الألباني الدمشقي الحنفي، (1923م - 2013م)، عالم دين سني سوري، ومن أبرز فقهاء الحنفية فيها.

## مولده ونشأته
ولد في شكودرا في شمال ألبانيا في شهر أيار عام 1923م ونشأ بها وترعرع، تربى في كنف والده الفقيه الحنفي الشيخ سليمان بن خليل غاوجي، وكان والده إماما كبيرا يخطب في جامع (كوتشت) بألبانيا، وأسهم في بناء مسجد كبير عامر في حي جاروتس في مدينة شكودرا حيث كان يجمعهم ويقرئهم القرآن الكريم ومبادئ الإسلام، وفي سن الخامسة من عمره أدخله والده الكتاب، وفي سن السابعة دخل المدرسة الابتدائية الحكومية، وكان في استراحة الظهيرة يذهب إلى الكتاب ليتابع تعليمه للقرآن الكريم، كما كان يفعل ذلك في الصيف، وتعلم قراءة القرآن وبعض مبادئ الإسلام فيما يسمى (علم الحال) العقائد - العبادات - وبعض مكارم الأخلاق. بعد انتهائه من المرحلة الابتدائية عام 1936م لم يتابع الدراسة لأن الملك أحمد زوغو كان قد أصدر أمرا بسفور النساء عن وجوههم، ووضع الطلاب والموظفين للبرنيطة على رؤوسهم، فمنعه والده من متابعة الدراسة.

## هجرته
في عام 1937م أعد والده الشيخ سليمان وأخوه الشيخ محمد مع العائلة العدة لترك البلاد والهجرة إلى بلاد الشام، وفي صيف 1937م كانت الهجرة بحرًا من ألبانيا إلى بلاد الشام، وكان عمر الشيخ وهبي ثلاث عشرة سنة، واستقر والده في دمشق في حي الديوانية، حيث تولى إمامة مسجد العمرية نائبًا عن المفتي الشيخ محمد شكري الأسطواني.

## دراسته وتحصيله
بعد وصولهم إلى دمشق بشهرين عرض عليه والده الذهاب إلى الدراسة في الأزهر لتعلم العربية وتلقي العلوم الشرعية فيه، وكان قد سبقه أخوه الكبير شوكت إلى الدراسة في الأزهر. وفي الشهر العاشر من عام 1937م سافر الشيخ إلى الأزهر وعلم بإجراء امتحان قبول للدخول في الأزهر وسيكون في اليوم الثاني، فدخل الامتحان الذي كان في (تلاوة القرآن) ونجح وأصبح من اليوم الثاني من إقامته في مصر طالبا في معهد القاهرة الذي يكون بعد الابتدائية.
في عام 1939م أتيحت للشيخ فرصة للدخول في كلية الشريعة فتقدم إلى الامتحان كالأجانب أي - غير المصريين – فنجح ودخل كلية الشريعة. يقول عن نفسه: «وكانت لغتي ضعيفة، وهمتي لطلب العلم وفيرة، ونجحت في سنوات كلية الشريعة الأربعة بانتظام والحمد لله»، وكان ذلك عام 1945م وانتسبت إلى تخصص القضاء الشرعي الذي ألغاه فيما بعد جمال عبد الناصر، وتخرجت فيه بعد سنتين أي عام 1947م – ونال الشيخ الشهادة العالمية الأزهرية التي تعادل الدكتوراه – فكانت مدة دراسة الشيخ بالأزهر كلها عشر سنين، ثم أضاف الشيخ قائلاً: «وكان الوالد رحمه الله تعالى يرغب أن أدخل القضاء الشرعي، ولم يرد الله ذلك لي فلم أتول القضاء». وخلال فترة تدريسه في حلب تعرف على الشيخ محمد علي المراد من حماة وقويت الصلة بينهما إلى أن تزوج الشيخ وأخوه من شقيقتي الشيخ محمد علي المراد عام 1951م.

## شيوخه

#### في ألبانيا
- حافظ حسن مصطفى.
- الشيخ إبراهيم سليمان ديبرا.
- الشيخ شعيب دغنوري.

#### في مصر
من مشايخه الذين أخذ عنهم العلم في الأزهر:
- محمد الخضر حسين شيخ الأزهر من 1952م إلى 1954م.
- محمد زاهد الكوثري.
- محمد مصطفى المراغي، شيخ الأزهر من 1935م إلى 1945م.
- مصطفى صبري.
- فكري ياسين.
- محسن أبو دقيقة.
- محمد علي السايس.

#### في دمشق
- حسن حبنكة الميداني.
- محمد صالح الفرفور.
- محمد أبو اليسر عابدين.
- عبد الوهَّاب دبس وزيت.

## تلامذته
- مصطفى البغا.
- محمد الزحيلي.[2]
- محمد ميسر المراد بن الشيخ محمد بشير المراد.
- ماجد الحموي.
- محمد سوتاري (رئيس دار الإفتاء في شكودرا بألبانيا).
- بكر إسماعيل الكوسوفي.

## إجازاته
أجازه كلٌّ من:
- والده الشيخ سليمان بن خليل غاوجي بسنده عن شيوخه في ألبانيا.
- الشيخ عناية الله نابي الشهير بـ (الاسكوبي) بسنده عن شيوخه في مقدونيا.
- الشيخ محمد علي المراد بسنده عن شيوخه في حماة السورية.
- الشيخ محمد زاهد الكوثري عن شيوخه.
- الشيخ محمد شفيع العثماني مفتي باكستان بسنده عن شيوخه في باكستان.
- الشيخ محمد التقي العثماني (مكمل فتح الملهم على شرح مسلم) بسنده إلى شيوخه في بلاده.
- الشيخ محمد الحامد شفاها على لسان ولده (الشيخ محمود بن محمد الحامد) بسنده عن شيوخه في حماة.
- الشيخ عبد الفتاح أبو غدة بسنده عن شيوخه في حلب.
- الشيخ السيد محمد علوي المالكي بسنده عن والده وشيوخه بالحرمين الشريفين.
- الشيخ محمد عاشق إلهي البرني مفتي الباكستانيين في المدينة المنورة عن شيوخه في بلاده.
- الشيخ سعد الدين المراد بسنده عن شيوخه في حماة.
- الشيخ محمد عوَّامة بسنده عن شيوخه في بلاده وفي المدينة المنورة وغيرها من البلدان وعددهم خمسة وخمسون عالما.
- العلامة المؤرخ محمد العربي التباني عن شيوخه في المدينة المنورة ومكة المكرمة.
- العلامة الفقيه محمد يوسف البنوري مؤسس جامعة العلوم الإسلامية في كراتشي عن شيوخه في باكستان.
- الشيخ تقي الدين الندوي رئيس الجامعة الإسلامية في الهند عن شيوخه في الهند.

## نشاطه الدعوي

#### في المدارس والجامعات والمساجد
- عاد الشيخ إلى دمشق عام 1947م، ثم تقدم بعد ذلك بسنة أي في عام 1948م للقبول مع مدرسي التربية الإسلامية في وزارة التربية، فنجح وعُين للتدريس في مدارس حلب الشرعية لمدة 3 سنوات في مدرسة للبنات وأخرى للبنين، ثم أفرد بمدرسة البنات.
- قام بالتدريس الديني والخطابة في بعض مساجد دمشق، من عام 1950م إلى عام 1966م، منها: مسجد الأرناؤوط، مسجد الشمسية، مسجد لالا باشا، مسجد الروضة، مسجد الدلامية، وخلال هذه الفترة أيضا درس في كلية الشريعة جامعة دمشق سنة واحدة عام 1961م، كما بدأ الشيخ في هذه الفترة يكتب المقالات الإسلامية في المجلات والصحف الموجودة: المنار - الأيام - التمدن الإسلامي.
- ارتحل إلى الرياض في عام 1966م للتدريس في كلية الشريعة - جامعة الإمام محمد بن سعود الإسلامية، لكنه عين في المعهد العلمي التابع للجامعة، فبقي فيه سنة واحدة.
- ثم انتقل إلى المدينة المنورة مدرسا في المعهد المذكور في عام 1967م حيث درس فيه لمدة 5 سنوات.
- عاد إلى دمشق عام 1972م وبقي مدرسًا في ثانوياتها حتى عام 1980م حيث أحيل إلى التقاعد.
- انتقل إلى المدينة المنورة مجددا فعمل مدرسًا في المعهد الثانوي في الجامعة الإسلامية فترة قصيرة، ثم نقل إلى مركز البحث العلمي في الجامعة، وضويق الشيخ في الجامعة بسبب كتابه (أركان الإيمان) فقدم الشيخ استقالته، وقبلت في المرة الثانية وخرج من الجامعة وكان ذلك في عام 1985م.
- ثم سافر إلى الأردن واستقر في عمان حيث درس فيها لمدة سنتين أيضا.
- ارتحل إلى الإمارات العربية المتحدة للتدريس في كلية الدراسات الإسلامية والعربية في دبي عام 1986م، وعمل مدرسا لمادة الفقه، كما عمل كذلك نائبا للمدير ورئيسا لقسم الفقه لمدة سنة، واستمر يدرس في الكلية إلى عام 2001م.
- حين تخلّصت يوغوسلافيا من الحكم الشيوعي سافر الشيخ إلى ألبانيا ست مرات في ست سنوات متتابعة في العطلة الصيفية منذ عام 1991م للدعوة إلى الله، فكان يلقي الدروس في مساجد اشكودرة – مسقط رأسه - وغيرها ويدرس فيها باللغة الألبانية كتبه: أركان الإسلام - أركان الإيمان - الحلال والحرام - وسيرة الصحابة، وكان تاج الكتب الألبانية كتاب (الرحمة المهداة) وهي سيرة النبي ﷺ وقد طبعت أكثر من مرة.
- عاد إلى دمشق عام 2001م ليدرس فيها في معهد الفتح الإسلامي مادة الفقه الحنفي ويعتني بطلاب العلم لا سيما الألبان منهم.

#### في البلقان وأوروبا
كان اهتمام الشيخ وهبي بألبانيا والألبان عظيمًا رغم هجرته الطويلة عن بلده ووطنه.
- في سنة 1974م طلب زيارة ألبانيا، ولكن النظام الشيوعي لم يسمح له بذلك ومنعه من دخول ألبانيا. لكنه سافر إلى كوسوفا ومقدونيا بمساعدة مفتي مقدونيا الشيخ حافظ بدر الدين الذي نظم له الدروس والمحاضرات في جامع سكوبيا عاصمة مقدونيا. ثم سافر إلى بريشتينا العاصمة والتقى بكبار علماء كوسوفا أمثال: الشيخ حافظ حسن ناهي الذي يعد أول شخصية ترجمت القرآن الكريم إلى اللغة الألبانية. وخطب الشيخ وهبي في مساجد كوسوفا، وكذلك ألقى الدروس في المحافل والندوات، وأماكن تجمع الشعب الألباني، واستقبل استقبالا عظيما، وتلقى الدعم من الجميع، وكذلك لقي ترحيبا واسعا من مختلف الأوساط الكوسوفية والمقدونية.
- وفي سنة 1979م دعاه الأستاذ الدكتور بكر إسماعيل الكوسوفي لزيارة كوسوفا (الاتحاد اليوغوسلافي ذلك الوقت) وزار كوسوفا الشرقية (هي الآن تحت الاحتلال الصربي)، كما زار كثيرا من المدن، وألقى مجموعة من المحاضرات حول الإسلام. يتحدث الأستاذ الدكتور بكر إسماعيل الكوسوفي عن تلك الزيارة فيقول: «ومن الطريف أنه في أحد أيام الجمعة ذهبنا للصلاة في بريشتينا عاصمة كوسوفا، وكان المسجد مكتظا من المصلين، وكان الشيخ وهبي يرتدي ملابس شبيهة بالزي الأزهري على الطريقة السورية؛ فكانت ثيابه بيضاء ولحيته بيضاء وعمامته أيضا؛ فتعجب الناس من ذلك، وفهموا أن هذا الشخص ليس من أهل البلد، لأنهم تعودوا أن يروا الخطباء بمظهر آخر!! كان ذلك في زمن سيطرة الشيوعية، وكان كل من يتكلم لا بد أن يحصل على تصريح، فاتصلت بالشيخ (حسن ناهي) وهو من كبار العلماء في منطقة البلقان من المجموعة الأولى التي تخرجت في جامعة الأزهر الشريف، وأخبرت أن الشيخ وهبي موجود وسوف يصلي صلاة الجمعة في المسجد الكبير، وحضر الشيخ حسن، فكان الخطيب الذي صعد المنبر يخطب باللغة العربية، فسأل الشيخ وهبي متعجبا: هل الحاضرون يفهمون العربية؟! فكان الجواب: لا؛ فقال: لم لا تكون الخطبة باللغة الألبانية؟!. وكان في زمن الشيوعية تلقى الخطبة ملخصة بالعربية، لكن الدرس يكون باللغة الألبانية. وبعد انقضاء الصلاة بدأ الناس يغادروا المسجد لكن رؤوسهم تنظر إلى الوراء تحملق في ذلك الوافد!!. في هذه اللحظة قام الشيخ حسن وأمسك بالميكروفون، وقال للناس: جاءنا ضيف كبير عزيز من بلد إسلامي عزيز، وعلى الرغم من أنه ضيف لكن لا نرى أحد يعرض عليه الضيافة (أي لكي يلقي كلمة) وخاصة أنه ألباني هاجر صغيرا مع أبيه إلى بلاد الشام هربا من الشيوعية!! لكن عندما كبر أراد زيارة وطنه ومعرفة أحوال المسلمين هناك وتقديم ما يستطيع تقديمه في هذه الزيارة. ثم تحدث الشيخ وهبي بالألبانية، ساعتها بدأ الناس يعودون إلى المسجد مرة أخرى، وسروا بذلك كثيرا حتى أن بعضهم لم يتمالك دموعه من الفرحة». وخلال وجوده على مدى 18 يوما زار كثيرا من المدن خاصة كوسوفا الشرقية، كانت زيارة الشيخ في شهر رمضان، وكان الناس يتسابقون لاستضافته في بيتوهم، وكثيرا ما ألقى الشيخ محاضرات وأقام ندوات بعد صلاتي الظهر والعصر وقبل صلاة التراويح. وقبل صلاة التهجد كان يجتمع أكثر من 200 شيخ من مختلف أنحاء كوسوفا وكوسوفا الشرقية، وكان يطرحون قضايا ذات خصوصية، كبعض القضايا الفقهية العويصة، وقضايا الأمة الإسلامية.
- سافر الشيخ إلى بلجيكا فاستقبلته الجالية الألبانية هناك من كوسوفا ومقدونيا والجبل الأسود. وفي المركز الإسلامي في بروكسل التقى بصديقه القديم الشيخ حسين اللطيف من مدينة جيلان الذي كان يعمل إماما لهذا المركز، كما تعرف على الشيخ إبراهيم بلدير من برشيفا. وخلال إقامة الشيخ وهبي في بروكسل ألقى العديد من الخطب الدينية والمحاضرات والدروس في المساجد والمحافل والندوات أمام جمهور من المسلمين الألبان، والجاليات الإسلامية الأخرى.
- عمل سلسلة (المراسيل) التي بعث بها إلى صديقه القديم في شكودرا السيد راسم زيكا، ونشرت هذه المراسيل بعد سقوط الشيوعية تحت عنوان (مراسيل مهاجر).
- بعد سقوط الشيوعية في ألبانيا وظهور البديل وهو الديمقراطية كان الشيخ وهبي على اتصال دائم بصديقه حافظ صبري كوتشي، وقدم له استعداده التام في النهوض بالدين الإسلامي ورقيه في ألبانيا، وتقديم كافة المساعدات في تحقيق ذلك. وفي أثناء هذه الحقبة تمكن الشيخ وهبي من زيارة وطنه ألبانيا وتكررت زيارته مرات عديدة، لكنه كان حريصا في زيارته على القيام بأنشطة علمية وثقافية من إلقاء الخطب، والمحاضرات والدروس الدينية، وأشرف على الكتب الدينية من أجل التوعية الدينية والتثقيف السليم للمسلمين في ألبانيا. وألقى العديد من المحاضرات في موضوعات تعالج كثيرا من مشكلات الواقع الألباني مثل (مكانة المرأة في الإسلام) وهي محاضرة ألقاها في المركز الثقافي الدولي في تيرانا. كما ألقى محاضرات كثيرة في المتحف القومي، مع الطلبة الألبان وأولياء أمورهم، حظيت بعناية فائقة واهتمام بالغ من وسائل الإعلام الألبانية. وقضى معظم وقته في ألبانيا في مسقط رأسه مدينة شكودرا، وخطب في جامع باروتسا، ووسع نشاطه في التعاون مع المشيخة الألبانية ودار الإفتاء ووسع مجال الخطب والدروس والمحاضرات. وحظيت دروسه ومحاضراته بالشهرة ونالت حظا وافرا من الشهرة والإعجاب في جميع الأوساط الثقافية والفكرية في ألبانيا، إلى حد جعل الصحفي إدريس قالي - وهو من كبار الكتاب والصحفيين - يكتب عن نشاط وفكر وجهود الشيخ وهبي غاوجي في جريدة (نور الإسلام).

## شخصيته وصفاته
جميل الصورة، حسن الهيئة، ونور العلم، كث اللحية، طويل القامة، مهيب الطلعة، متميزا بأناقته وحسن لباسه وطيب رائحته، متمثلا للأخلاق النبوية حريصا على السنن، ملتزما بآداب الإسلام في جميع أموره، متواضعا يكره المتعالمين والمتكبرين، وقد أخذ عمن دونه في العلم والسن، ولا يذكر نفسه بصيغة الجمع كما يفعل بعضهم، ولا يرى نفسه في جنب علماء الإسلام وأئمة السلف حلو الحديث، عذب المنطق، رشيق العبارة، قريبا من قلوب جلسائه، يأسرهم بطيب حديثه، سريع البديهة، القلوب تتعلق به حتى من مخالفيه، حليما كثير العفو والصفح، أديبا حييا لا يؤذي أحدا بكلامه، لا يخرج الكلمة حتى يزنها، لا يغضب إلا لله ولا يحمل حقدا على أحد ولا يقوم بالأمر حتى يزنه بميزان الشرع الدقيق، ظريفا خفيف الروح يمازح جلساءه بالقدر المناسب، ذواقا إلى حد بعيد في ملبسه ومشربه وكتبه ترتيبا وكتابة وتأليفا، سريع الدمعة كثير العبرة يفيض دمعه عند قراءة القرآن وذكر أخبار السلف.

## كتبه وآثاره
وفي الأربعين من عمره بدأ في التأليف، ولفضيلته ما يزيد على أربع مئة بحث ومقال في فنون مختلفة.
- حيث اشتهر بتأليف الكتب في مجال الفقه الحنفي، والعقيدة، والتوحيد، والتربية الإسلامية، وعلوم القرآن، والشخصيات، ودفع شبهات خصوم الإسلام باللغتين العربية والألبانية. حيث ألف بلغة الضاد أكثر من 40 كتابا، كما بلغت مؤلفاته باللغة الألبانية 35 عنوانا، إضافة إلى 6 كتب مترجمة من العربية، وكلها مطبوعة والحمد لله.
- زار الشيخ مصطفى السباعي في مرضه الأخير وأعطاه مقالا في الرد عليه في موضوع الاشتراكية، فنشره بحاله كما هو ولم يغير فيه شيئا. وهذا من أخلاق الإسلام التي تخلق بها، فقد كان الشيخ السباعي صاحب خلق وصاحب غيرة وحرقة على الإسلام، وكان عالمًا.
- شارك في تأليف كتب في الفقه الحنفي للمدارس الشرعية التابعة لوزارة الأوقاف السورية.
- كتب قريبا من / أربع مئة / مقال في مجلة حضارة الإسلام الدمشقية، ومجلة التمدن الإسلامي، ومجلة المنار، بالإضافة إلى مقالات نشرت في مجلة منار الإسلام في أبوظبي، ومجلة الضياء، ومجلة كلية الدراسات العربية والإسلامية في دبي.
- شارك في لجنة الفتوى في دائرة الأوقاف في دبي.
- له مجلدان للفتاوى في كلية الدراسات العربية والإسلامية في دبي.

#### باللغة العربية
- الشهادتان وأحكامها - سلسلة أركان الإسلام.
- الصلاة وأحكامها - سلسلة أركان الإسلام.
- الصيام وأحكامه - سلسلة أركان الإسلام.
- الزكاة وأحكامها - سلسلة أركان الإسلام.
- الحج وأحكامه - سلسلة أركان الإسلام.
- أركان الإسلام فقه العبادات على مذهب أبي حنيفة.
- أركان الإيمان.
- مقالات في الربا والفائدة المصرفية.
- الإسلام بعد أربعة عشر قرنا من الزمان.
- الإيمان بالله تعالى.
- التحذير من الكبائر.
- الطريق إلى الجنة في رضوان الله وثوابه الدائم.
- دفع شبه المعترضين على حقيقة الإسراء والمعراج.
- نجاة المؤمنين بعدم التشبه بالكافرين.
- سجود السهو.
- أبو حنيفة النعمان.
- جابر بن عبد الله.
- الكافي في الفقه الحنفي.
- من قضايا المرأة المسلمة.
- إذا صح الحديث فهو مذهبي.
- كلمة علمية هادية حول إذا صح الحديث فهو مذهبي.
- كلمة علمية هادية في البدعة وأحكامها.
- محاضرات في تاريخ الفقه الإسلامي.
- لباس المرأة وزينتها.
- مسائل في علم التوحيد.
- الحياة الآخرة أحوالها وأهوالها.
- كشف شبهات من زعم حل أرباح القروض المصرفية.
- المرأة المسلمة وليس الذكر كالأنثى.
- سهام طائشة عن الفقه.
- نظرة علمية في نسبة كتاب الإبانة جميعه إلى الإمام الجليل ناصر السنة أبي الحسن الأشعري.
- محمد رسول الله صلى الله عليه وسلم والذين معه رضي الله عنهم.

#### باللغة الألبانية
- كيف ولماذا؟
- مبادئ الإسلام.
- حياة الرسول محمد صلى الله عليه وسلم.
- الرحمة المهداة.
- تعليم الأطفال عن النبي صلى الله عليه وسلم.
- الحلال والحرام.
- بدعة الختان.
- الصلاة خمس مرات.
- الزكاة.
- أصحاب النبي صلى الله عليه وسلم.
- الحذر من الطوائف الكاذبة.
- أركان الإسلام.
- أركان الإيمان.
- عالم من علماء الأمة.

#### التحقيق والتعليق
- منح الروض الأزهر في شرح الفقه الأكبر (للعلامة الملا علي القاري).
- ملتقى الأبحر – في الفقه الإسلامي وأصوله (للعلامة إبراهيم بن محمد بن إبراهيم الحلبي).
- فضائل القرآن – في القرآن الكريم وعلومه (لأبي عبيد القاسم بن سلام الهروي).
- محق التقول في مسألة التوسل - حول التوسل والوسيلة (للعلامة المحقق والمحدث الفقيه محمد زاهد الكوثري).
- إيضاح الدليل في قطع حجج أهل التعطيل (بدر الدين بن جماعة).
- عقود الجواهر المنيفة (محمد مرتضى الزبيدي).
- الكلمة الطيبة وأثرها في النفوس (أحمد عمر النعمة).

#### التقديم والمراجعة
- عون المريد لشرح جوهرة التوحيد في أهل السنة والجماعة – الشيخ عبد الكريم تتان.
- الدرر المباحة في الحظر والإباحة – ماجد الحموي.
- الحقائق الطبية في الإسلام – د. عبد الرزاق كيلاني.
- الفقه الجنائي في الإسلام – د. أمير عبد العزيز.
- الشيخ عبد القادر الجيلاني الإمام الزاهد القدوة – د. عبد الرزاق كيلاني.
- تربية الأولاد في الإسلام – د. عبد الله ناصح علوان.
- من مواقف عظماء المسلمين – د. عبد الرزاق كيلاني.
- أحوال الأبرار عند الاحتضار - خلدون عبد العزيز مخلوطة.
- تفسير من نسمات القرآن كلمات وبيان – غسان حمدون.
- الإمام محمد زاهد الكوثري وإسهاماته في علم الرواية والإسناد - محمد بن عبد الله آل رشيد.
- القول التمام بإثبات التفويض مذهباً للسلف الكرام - سيف بن علي العصري.
- إبراز الغي الواقع في شفاء العي - أبي الحسنات محمد عبد الحي اللكنوي.
- جامع الأخبار والأقوال في المسيح الدجال – جمع وتحقيق محمد عبد الرزاق عيد الرعود.
- دروس في ترتيل القرآن الكريم – فائز عبد القادر شيخ الزور.
- الإسلام – سعيد حوى.

## قالوا عنه
- العلامة الشيخ عبد الفتاح أبو غدة: «الأخ الكريم المفضال الأستاذ الشيخ وهبي سليمان غاوجي حفظه الله ونفع بعلمه وفضله العباد والبلاد» (الرياض 9-3-1390)
- الشيخ أحمد كفتارو: «وإنني حين أتحدث عن الشيخ الفاضل والعالم العامل، أخي في الله فضيلة الشيخ وهبي سليمان غاوجي الذي نهل العلم الشرعي من أكبر وأعظم مدارسه في العالم، وهو الأزهر الشريف أقول بأن هذا الشيخ المربي حجة في العلم والمعرفة، وقدوة في الدعوة والسلوك ومصباحا نضرا على درب طلاب العلم والدعاة».
- مصطفى سعيد الخن: «لقد عشت مع الأخ الكريم الشيخ وهبي غاوجي حقبة من الزمان في مجالات متعددة فلم أر فيه إلا الرجل الصالح الناصح الداعية إلى الله على علم وهدى ونصيحة».
- محمد سعيد رمضان البوطي: «فضيلة الأستاذ الجليل الشيخ وهبي سليمان غاوجي، وأحد من العلماء الربانيين الذين جمعوا بين العلم الواسع الغزير بعقائد الإسلام وأحكامه الفقهية، وسلوك سبيل السلف الصالح عبادة وتبتلا وورعا وزهدا والتزاما بمنهج السلف الصالح أهل السنة والجماعة وإني لأعده اليوم واحدا من خيرة من يمثل بمعتقده وأخلاقه وورعه وسلوكه سيرة سلفنا الصالح».
- مأمون الشقفة: «في حفل تكريم ووداع الشيخ في دبي: صدقوني أني أشعر بأني أقل بكثير من أن أتكلم في هذا المقام، ثم أضاف قائلا: سأحكي لكم حكاية: من زمن وأنا في هذا البلد، كان هناك رجل كبير في السن لحيته بيضاء وجهه منور، كلما رأيته في المسجد أو في الطريق أجد لهفة ومحبة في قلبي له وحينما أسلِّم عليه أحاول أن أقبل يده، فمرة أنجح ومرات لا أنجح، ومرت السنون وسمعت بمجيء الشيخ وهبي سليمان غاوجي إلى الإمارات، فلما التقيته فإذا هو الشخص الذي أحببته وكنت أحاول تقبيل يديه».

## خدمة قضايا المسلمين في منطقة البلقان
كان الشيخ وهبي قد بذل جهدا كبيرا في التأليف والتصنيف لخدمة التوعية الدينية الإسلامية في ألبانيا.
ومصنفاته قد شاعت واشتهرت فقلما نجد بيتا لألباني مسلم إلا وهو ذاخر بكتبه ومؤلفاته، وطبعت بحوثه ومصنفاته في بلدان عديدة في منطقة البلقان مثل بريشتينا، وسكوبيا وشكودرا، ووزعت كتبه مجانا ودون مقابل على القراء والمثقفين في ألبانيا وفي المعاهد الدينية، ومراكز الثقافة الإسلامية.
كما أسهم في بناء وإنشاء المساجد والأعمال الخيرية، وتتميز مؤلفاته بالدقة والموضوعية، ومعالجة المشكلات الواقعية، وموضوعاته تترك أثرا بالغا في نفس القارئ وبالتأمل فيما سبق يتضح لنا دون ريب أن الشيخ وهبي سليمان غاوجي واحد من المناضلين الأحرار الذين بذلوا جهودا جبارة في خدمة قضايا المسلمين وقضايا الشعب الألباني في منطقة البلقان وغيرها، كما يتضح أنه شخصية لا تعرف اليأس ولا المستحيل، بل كان يعمل ويجاهد حتى غطت نشاطاته وجهوده أصعدة كثيرة ليس فقط على المستوى المحلي بل على المستوى الدولي بصفة عامة.
هذا وقد شغلت المجازر البشعة التي تعرض لها العالم الإسلامي في كثير من بلدانه كقضية (البوسنة والشيشان) وغيرهما جانبا مهما من فكر الشيخ وهبي فهب يدافع عنها، إيمانا منه بعدالة تلك القضايا وإنصافا لها.
ومن هنا نستطيع أن نشيد ونفتخر بذلك الدور الفعال لهذا الشيخ على الساحة الدولية، لا سيما وأنه ألباني خبير بما حدث للألبان في منطقة البلقان.
وقد عنى الشيخ وهبي غاوجي بقضية (كوسوفا) واهتم بها اهتماما بالغا وشغلت حيزا كبيرا من فكره لإيمانه العميق بحق كوسوفا في الاستقلال وحق شعبها في نيل الحرية وتقرير المصير كسائر شعوب العالم.
فهو يرى أن كوسوفا أرض ألبانية وأن الصرب اعتدوا عليها ظلما دون وجه حق، لذلك ناشد المجتمع الدولي برعاية حقوق الشعب الألباني في كوسوفا، والعمل الجاد نحو تحقيق استقلال كوسوفا التام وتقرير مصيرها.
كما طالب المؤسسات الإعلامية والصحفية بإبراز مشكلة كوسوفا على العالم ليعرف الجميع حقيقة الوضع فيها لمساندة الشعب الألباني المغلوب على أمره.
وأخيرا نقول: كان الشيخ وهبي غاوجي من أصحاب الإرادات الحرة والعزائم التي لا تني تدافع عن الحق في كل مكان، وحق للشعب الألباني أن يفتخر الآن بكوادره ورواده الذين حملوا الأمانة وأدوها على أكمل وجه.

## مرضه ووفاته
كان في دمشق إلى ما قبل شهرين تقريبًا من وفاته، وخرج منها إلى مطار بيروت للسفر إلى الإمارات، وفي المطار تأخر عن رحلته وفاته موعدُ الطائرة، وهو مريضٌ يعاني ضعفًا شديدًا في القلب وامتلاءً في الرئتين بالماء، ووهنًا عامًّا في الجسد. وفي اليوم التالي لوصوله إلى الإمارات أُدخل العناية المشدَّدة في المستشفى، وبقي فيها أكثر من أسبوع، ثم خرج منها، وبعد قرابة شهر نُقل بحالة إسعاف إلى المستشفى، وأُدخل مرَّة أُخرى العنايةَ المشدَّدة واكتشف الأطباء إصابتَه بالتهاب حادٍّ في الرئة اليمنى، وبقي يُعالَج مدَّة أسبوعين، وبعد مغرب يوم الثلاثاء 9 ربيع الآخر 1434 هـ الموافق 19 فبراير (شُباط) 2013 م توفي الشيخ في مدينة الشارقة. ودُفن في مقبرة القوز بدبي بعد صلاة العصر يوم الأربعاء 10 ربيع الآخر 1434 هـ الموافق 20 فبراير (شُباط) 2013 م، وصلَّى عليه صلاةَ الجنازةَ إمامًا الشيخُ عبد الكريم تتان في جمع غفير من أحباب الشيخ وأصحابه وتلاميذه وأقاربه.